# Forcipella
- Commons
- Wikispecies

Forcipella Baill., segundo o Sistema APG II, é um gênero botânico da família Acanthaceae.

## Espécies
Apresenta sete espécies:
| - Forcipella bosseri - Forcipella cleistochlamys - Forcipella involucrata - Forcipella longistaminea | - Forcipella madagascariensis - Forcipella repanda - Forcipella rugelii |

- «Lista das espécies»

## Nome e referências
Forcipella Baill., 1891

## Classificação do gênero
| Sistema | Classificação                       | Referência            |
| ------- | ----------------------------------- | --------------------- |
| APG II  | Ordem Lamiales, família Acanthaceae | APweb, versão 9, 2008 |